# (38228) 1999 NH52
1999 NH52 (asteroide 38228) é um asteroide da cintura principal. Possui uma excentricidade de 0.14945100 e uma inclinação de 12.45943º.
Este asteroide foi descoberto no dia 12 de julho de 1999 por LINEAR em Socorro.